# Supervised Manoeuvre

Symbol der Betriebsart Supervised Manoeuvre im Driver Machine Interface

Als Supervised Manoeuvre (Abk. SM) wird im europäischen Zugbeeinflussungssystem ETCS eine Betriebsart für anzeigegeführtes Rangieren bezeichnet, die 2023 mit der Baseline 4 eingeführt wurde.
Während die zuvor zum Rangieren in ETCS zur Verfügung stehende Betriebsart Shunting keine Führerraumsignalisierung und sehr eingeschränkte Möglichkeiten zur Überwachung bietet und auch keine Verbindung zum RBC besteht, wird all dies mit SM ermöglicht werden. Dem Triebfahrzeugführer werden dabei im DMI unter anderem die zulässige Richtung (vorwärts oder rückwärts), die zulässige Geschwindigkeit, die Zielentfernung und die Zielgeschwindigkeit angezeigt. SM ähnelt damit in vielerlei Hinsicht der Betriebsart Full Supervision (FS, Vollüberwachung), benötigt jedoch keinen vollständigen Satz von Zugdaten, wie er zum Aufstarten nach FS notwendig ist.
Damit könnte beispielsweise auf die auch im Betrieb mit ETCS Level 2 ohne Signale vielfach noch notwendigen ortsfesten Rangiersignale (wie Sperrsignale) zukünftig verzichtet werden. Damit SM bei geschobenem Rangieren die vor dem führenden Triebfahrzeug liegenden Teile der Rangierabteilung sichern kann, muss diese Länge sicher bekannt sein. (Würde beispielsweise eine Zwangsbremsung erst ausgelöst werden, wenn das Triebfahrzeug gewisse Balisen überfährt, käme dies für die vor dem Triebfahrzeug liegenden Wagen zu spät.) SM setzt damit für geschobenes Rangieren in der Regel Zugvollständigkeitsüberwachung (TIMS) voraus. Diese soll bei Güterzügen mit der Digitalen Automatischen Kupplung umgesetzt werden.